# Ohio City

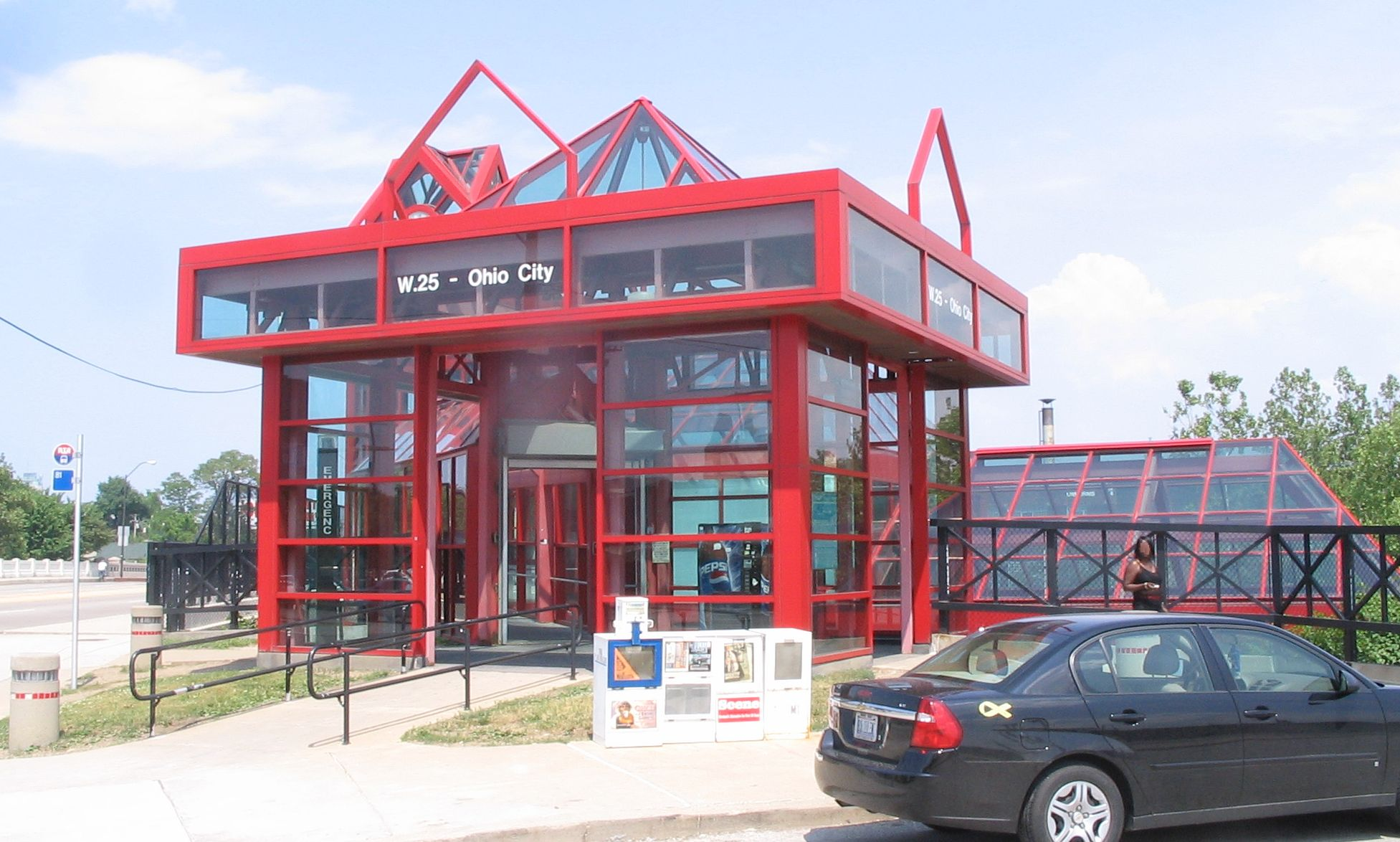
Ohio City West 25th-Ohio City.

Ohio City es uno de los más antiguos barrios de Cleveland, Ohio, Estados Unidos, localizado inmediatamente al oeste del río Cuyahoga. Antes de incorporarse a Cleveland la ciudad de Ohio se convirtió en municipio independiente el 3 de marzo de 1836, tras la división del municipio de Brooklyn. La ciudad creció de una población de 2,400 personas de 1830 a más de 4,000 en 1850. Ohio City se anexionó a Cleveland en 5 de junio de 1854.
James A. Garfield, el vigésimo presidente de los Estados Unidos, predicaba en la iglesia Cristiana de "Franklin Circle" en 1857. Esta iglesia se encuentra en la intersección de Franklin Ave. y Fulton rd.
Uno de los edificios más prestigiosos de Ohio City es el West Side Market, construido en 1912. El mercado está situado en la intersección de Lorain Ave. con West 25th st. También encontramos la escuela secundaria de San Ignacio (Saint Ignatius High School) muy cerca del West Side Market. Fundada en 1886, es una escuela secundaria para hombres, de tradiciones Jesuita. Su equipo de fútbol americano es conocido nacionalmente, al igual que otros equipos deportivos de la escuela.
La demografía de Ohio City ha cambiado sustancialmente en la última mitad de siglo XX. Sus primeros habitantes eran básicamente de origen inglés y alemán, sin embargo en la primera mitad del siglo XX muchos inmigrantes llegaron de Este de Europa. Cuando Cleveland creció, la población más adinerada se mudó a los barrios circundantes y el porcentaje de Afroamericanos aumentó. La comunidad Latina, también creció, y en la actualidad también lo habitan colonias de Puertorriqueños. Sin embargo, el Ayuntamiento de Cleveland, interesado en la renovación urbana y con el incentivo de exenciones de impuestos, ha atraído a habitantes de otros barrios de nuevo en la zona de Ohio City. Esto ha llevado a una comunidad diversa y crisol de culturas.